# Reena Sky
 (juillet 2022).
Si vous disposez d'ouvrages ou d'articles de référence ou si vous connaissez des sites web de qualité traitant du thème abordé ici, merci de compléter l'article en donnant les références utiles à sa vérifiabilité et en les liant à la section « Notes et références ».
 (juillet 2022).
Reena Sky, née le 16 octobre 1983 à San Francisco, Californie, est une actrice et interprète américaine de films pornographiques. 

## Carrière
Elle a commencé sa carrière dans l'industrie du porno en 2006, à l'âge de 23 ans. Tout au long de sa carrière, elle a travaillé pour plusieurs grands studios de production tels que Digital Playground, Evil Angel, Hustler Video et Vivid. Elle est connue pour ses représentations d'une MILF ou d'une cougar dans des films du même genre ainsi que dans des films lesbiens.
En plus de ses apparitions dans des films pornographiques, Sky peut également être vue dans un épisode de la série télévisée érotique Co-Ed Confidential (en), ainsi que dans les films érotiques Pleasure Spa et Carnal Awakening.